# Stadspark van Moeskroen

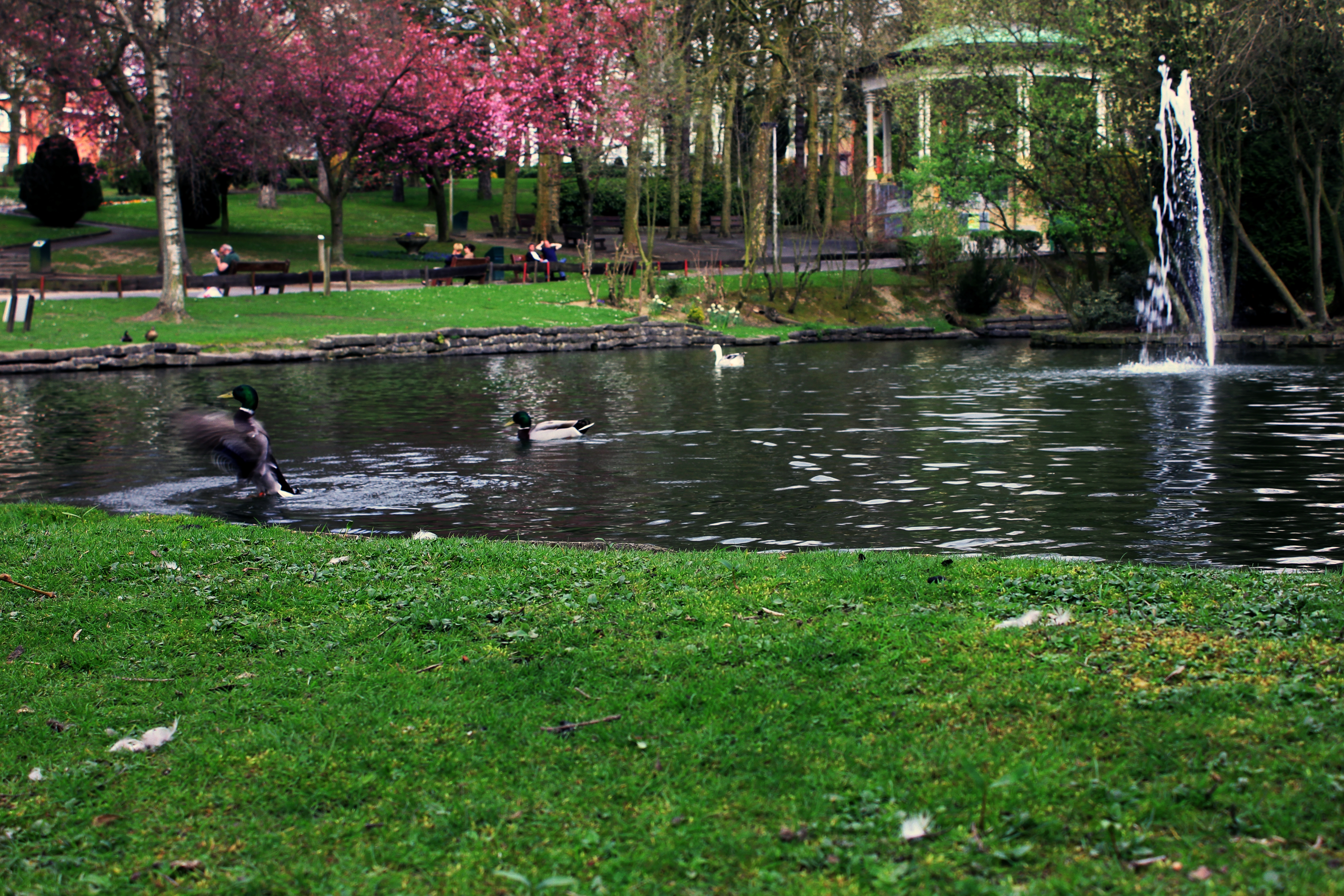
Park met vijver en muziekkiosk

Het Stadspark (Frans: Parc public) is een park nabij het centrum van de Henegouwse stad Moeskroen, gelegen aan de Parklaan.
Het park, dat een oppervlakte heeft van ruim 7 ha, werd aangelegd op een voormalige stortplaats die in 1926 door de gemeente werd aangekocht. Vanaf 1928 werd het park aangelegd in landschapsstijl naar ontwerp van Frans Seroen. Hierbij werd gebruik gemaakt van het reeds aanwezige reliëf. Er zijn paden, vijvers, bossages, beelden en een muziekkiosk. In de omgeving van het park werd tijdens het interbellum een woonwijk gebouwd waarvan de structuur aansluit bij het park.
In 1932 werd het park in gebruik genomen. Het geldt als één der mooiste parken van de omgeving.